# Elizabeth I
Elizabeth I ist eine zweiteilige Fernsehproduktion des britischen Senders Channel 4 (in Zusammenarbeit mit HBO) aus dem Jahr 2005. Die Hauptrollen spielen Helen Mirren und Jeremy Irons. Der erste Teil der Produktion handelt von den Heiratsverhandlungen mit dem Herzog von Alençon sowie dem Konflikt mit Maria Stuart. In Teil 2 dreht sich die Geschichte vor allem um die sogenannte Essex-Verschwörung. Der Zweiteiler wurde mit verschiedenen Preisen ausgezeichnet, darunter neun Emmys, unter anderem für Helen Mirren und Jeremy Irons. Auch bei den Golden Globe Awards 2007 und den Screen Actors Guild Awards 2007 wurde die Produktion mit mehreren Nominierungen bedacht.

## Handlung
Die Verfilmung setzt rund 20 Jahre nach Beginn der Regentschaft von Königin Elisabeth I. ein. Sie befindet sich in einer Krise. Die Katholiken wollen sie vom Thron stürzen und sie persönlich wird immer mehr gedrängt, eine Ehe einzugehen, damit eine Thronfolgedebatte im Keim erstickt werden soll. Elizabeth I. lässt sich durch ihren Hofstab zu einer Hochzeit mit dem Herzog von Alençon, dem jüngsten Bruder des französischen Königs, überreden, wohlwissend, dass sie damit ihren engsten Verbündeten und Geliebten, den Earl of Leicester, vor den Kopf stößt.
Aber auch in anderen Dingen ist Elizabeth I. mehr als gefordert, so hat sie zum einen die kriegerischen Auseinandersetzungen mit Spanien zu bewältigen, als auch die Konflikte, die sie mit der schottischen Königin Maria Stuart hat, welche ihrerseits Anspruch auf den englischen Thron erhebt.
Auch Elizabeths Beziehung zum Earl of Leicester wird immer wieder aufs Neue auf eine Probe gestellt. Nachdem dieser gestorben ist, kommt es erneut zum Konflikt zwischen ihren privaten Gefühlen und der Staatsräson, als sich Elizabeth mit dem um einiges jüngeren Grafen von Essex einlässt.

## Kritiken
Die Zeitschrift TV Spielfilm schrieb, „dank Helen Mirren“ sei „jede Minute ein Genuss“.

## Auszeichnungen

### Golden Globe Awards 2007
- - Beste Hauptdarstellerin (Mini-Serie oder TV-Film): Helen Mirren
  - Bester Nebendarsteller (Mini-Serie oder TV-Film): Jeremy Irons
  - Beste Mini-Serie oder TV-Film

### Primetime-Emmy-Verleihung 2006
- - Beste Mini-Serie
  - Beste Hauptdarstellerin in einer Miniserie oder einem Fernsehfilm: Helen Mirren
  - Bester Nebendarsteller in einer Miniserie oder einem Fernsehfilm: Jeremy Irons
  - Beste Regie für eine Miniserie, einen Fernsehfilm oder ein Special: Tom Hooper
  - Beste Ausstattung für eine Miniserie, einen Fernsehfilm oder ein Special
  - Bestes Casting für eine Miniserie, einen Fernsehfilm oder ein Special
  - Beste Kostüme für eine Miniserie, einen Fernsehfilm oder ein Special (Teil 2)
  - Bestes Haarstyling für eine Miniserie, einen Fernsehfilm oder ein Special (Teil 2)
  - Bester Kameraschnitt für eine Miniserie, einen Fernsehfilm oder ein Special (Teil 1)

### Screen Actors Guild Awards 2007
- - Beste Darstellerin in einem Fernsehfilm oder Mini-Serie: Helen Mirren
  - Bester Darsteller in einem Fernsehfilm oder Mini-Serie: Jeremy Irons